# Pervomaiski (Astracan)
Pervomaiski (en rus: Первомайский) és un poble (un possiólok) de l'óblast d'Astracan, a Rússia, segons el cens del 2010 tenia 31 habitants.